# Thesiaceae
Họ Thesiaceae Vest, 1818 là một họ thực vật hạt kín trong bộ Santalales. Họ này không được hệ thống APG III năm 2009 (không đổi so với hệ thống APG II năm 2003 và hệ thống APG năm 1998) công nhận mà chỉ coi là một phần trong họ Santalaceae s. l., nhưng được đề cập trong website của APG như là nhóm Thesieae Meisner.

## Phân loại
Họ này khi được công nhận sẽ bao gồm 5 chi với khoảng 345 - 348 loài:
- Buckleya Torr.: 5 loài, trong đó 1 (B. distichophylla Torr.) ở miền đông Hoa Kỳ và 4 ở Đông Á (米面蓊, mễ diện ông trong tiếng Trung). Trước đây coi là thuộc tông Santaleae[3].
- Kunkeliella Stearn: 4 loài đặc hữu của quần đảo Canary. Trước đây coi là thuộc tông Santaleae[3].
- Osyridicarpos A. DC.: 1 loài (O. schimperianus (A. Rich.) A. DC.) ở châu Phi.
- Thesidium Sond.: 8 loài ở Nam Phi.
- Thesium L.: Khoảng 330 loài bách nhị thảo ở châu Âu, châu Phi, châu Á, Australia và Nam Mỹ. Tại Việt Nam có 1 loài giả lõa tùng (T. psilotoides Hance, 1868).

## Đặc điểm
Họ này chứa các loài cây thân thảo hay cây bụi sống lâu năm, ký sinh rễ với các lá mọc so le hay mọc đối. Các loài cây này có hoa lưỡng tính hay đơn tính (khi đó là đơn tính khác gốc) với các kiểu cụm hoa khác nhau. Đài phụ có thể có và trong một vài trường hợp thì phát triển thành các thùy lá đài thật sự, chẳng hạn như ở các chi Buckleya, Osyridocarpos và loài Thesium libericum Hepper & Keay, 1956. Có 4 hay 5 cánh hoa có thể tạo thành một ống tràng hoặc có thể không, và có số lượng nhị hoa tương đương. Các lông tơ đối diện với nhị hiện diện trên các cánh hoa của những hoa lưỡng tính hoặc hoa đực (không có ở chi Buckleya). Vào khi phát triển quả thì túi phôi mở rộng vượt quá noãn hay thực giá noãn. Quả của Buckleya, Osyridicarpos và Kunkeliella là quả hạch (giả quả hạch) trong khi ở Thesium là các quả kiên nhỏ. Cuống quả phồng lên ở một số loài Thesium, có chức năng như là bộ phận chứa nhiều dầu để hấp dẫn kiến.

## Phát sinh chủng loài
Mối quan hệ chị em của chi Buckleya với phần còn lại của họ này chỉ được chứng minh gần đây bằng việc sử dụng các phương pháp phân tử. Các chi Osyridicarpos và Thesidium là đặc hữu Nam Phi trong khi chi Thesium có sự đa dạng loài lớn nhất cũng ở đây. Phát sinh chủng loài phân tử sử dụng ITS nhân không hỗ trợ việc công nhận các chi tách biệt Austroamericium Hendrych và Chrysothesium (Jaub. & Spach) Hendrych (hiện tại chúng được coi là một phần của chi Thesium) nhưng chỉ ra tính khác biệt di truyền của Thesium mauritanicum Batt. (miền bắc châu Phi) và T. lineatum L. f. (Nam Phi). Như thế cần có thêm nghiên cứu để xác định chính xác hơn lịch sử phát sinh chủng loài của các đơn vị phân loại này và tương ứng là định nghĩa của các chi đó. Các loài tại Nam Mỹ và Malagasy (Madagascar) của chi Thesium dường như là di thực gần đây thông qua phát tán khoảng cách xa, chứ không phải là sự cô lập trong phân bố địa lý. Ngược lại, dường như là chi Buckleya là một chi cổ xưa, đã phân kỳ ra khỏi Pyrularia (xem họ Cervantesiaceae) vào khoảng 80 triệu năm trước. Sự tồn tại của chi này tại miền đông Bắc Mỹ và Đông Á hỗ trợ kịch bản phân bố địa lý cô lập. Do chi Osyridicarpos và loài Thesium lineatum là các đơn vị kế tiếp đã phân kỳ trong nhánh này, và do chúng đều là đặc hữu Nam Phi, nên sự di chuyển của tổ tiên này từ châu Á sang châu Phi dường như là đã diễn ra. Sự phân nhánh to lớn kế tiếp sau đó đã xảy ra trong chi Thesium, tạo ra số lượng loài lớn nhất so với bất kỳ chi nào trong bộ Santalales.
Cây phát sinh chủng loài dưới đây lấy theo Der J. P. & Nickrent D. L., 2008.
|  | \| \| Thesidium \| \| \| \| \| \| Kunkeliella \| \| \| \| |
|  |                                                           |
|  | Thesium                                                   |
|  |                                                           |
|  | Thesidium                                                 |
|  |                                                           |
|  | Kunkeliella                                               |
|  |                                                           |

|  | Thesidium   |
|  |             |
|  | Kunkeliella |
|  |             |

|  | \| \| Thesidium \| \| \| \| \| \| Kunkeliella \| \| \| \| |
|  |                                                           |
|  | Thesium                                                   |
|  |                                                           |
|  | Thesidium                                                 |
|  |                                                           |
|  | Kunkeliella                                               |
|  |                                                           |

|  | Thesidium   |
|  |             |
|  | Kunkeliella |
|  |             |

|  | \| \| Thesidium \| \| \| \| \| \| Kunkeliella \| \| \| \| |
|  |                                                           |
|  | Thesium                                                   |
|  |                                                           |
|  | Thesidium                                                 |
|  |                                                           |
|  | Kunkeliella                                               |
|  |                                                           |

|  | Thesidium   |
|  |             |
|  | Kunkeliella |
|  |             |

|  | \| \| Thesidium \| \| \| \| \| \| Kunkeliella \| \| \| \| |
|  |                                                           |
|  | Thesium                                                   |
|  |                                                           |
|  | Thesidium                                                 |
|  |                                                           |
|  | Kunkeliella                                               |
|  |                                                           |

|  | Thesidium   |
|  |             |
|  | Kunkeliella |
|  |             |